# Ciserano
Ciserano [t͡ʃizeˈraːno] (Siserà [sizɛˈɾa] in dialetto bergamasco) è un comune italiano di 5 749 abitanti della provincia di Bergamo in Lombardia.
Situato nella pianura bergamasca, dista circa 13 chilometri a sud dal capoluogo orobico.

## Storia
I primi insediamenti abitativi sul territorio comunale sono molto antichi e risalgono all'epoca romana, come si evince da alcuni ritrovamenti archeologici consistenti in alcune tombe ed annesso corredo funebre di età precristiana. I reperti, venuti alla luce in località Torchio, nel 1945, rappresentano uno dei numerosi segni della presenza romana nella zona occidentale della pianura bergamasca.
Il paese di Ciserano in quel tempo era inoltre attraversato da un'importante strada, in seguito denominata strada Francesca che, congiungendo Milano ad Aquileia, caratterizzò la vita commerciale dell'intera zona che ne trasse giovamento.
Qualche secolo più tardi la stessa strada divenne percorso abituale delle orde barbariche provenienti dal nord-est dell'Europa, che portarono distruzione e terrore tra gli abitanti locali. Questa fu poi rimessa a nuovo dai Franchi, dai quali prese il nome, che la utilizzarono anche per il trasporto della salma dell'imperatore Ludovico II, figlio di Lotario, da Brescia al capoluogo lombardo.
Con l'arrivo dei Franchi, che istituirono il Sacro Romano Impero, si verificò la nascita del feudalesimo che ebbe grande sviluppo nella bergamasca. Questo periodo storico fu caratterizzato da una profonda instabilità politica e sociale, dovuta anche ai numerosi scontri tra le fazioni dei guelfi e dei ghibellini. Anche Ciserano visse questa situazione, tanto da doversi dotare di fortificazioni a scopo difensivo, come evidenziato dalla cinta muraria che proteggeva il borgo, nel quale spiccava un castello con tanto di torre.
A questa situazione pose fine l'arrivo della Repubblica di Venezia che, a partire dall'inizio del XV secolo, permise alla popolazione di vivere un'esistenza più tranquilla grazie ad una lungimirante politica in ambito sociale ed economico. A dimostrazione delle mutate condizioni sociali è la trasformazione del castello medievale, inglobato parzialmente nella chiesa parrocchiale, esistente già nel XVI secolo.
I veneti inoltre posero una dogana ai margini del paese (sul confine con Boltiere) con tanto di guarnigione, dato che il confine con il Ducato di Milano era distante pochi chilometri, delimitato dal fosso bergamasco. In quella zona vi erano accampamenti, come ritroviamo nel cortile denominato Stal del Capitane (Cortile del capitano) che sta ad indicare insediamenti militari a controllo del confine tra i due ducati.
Il termine della dominazione veneta avvenne nel 1797 con l'avvento della Repubblica Cisalpina, alla quale subentrarono, nel 1815, gli austriaci che instaurarono il Regno Lombardo-Veneto. L'ultimo cambiamento si verificò nel 1859 quando Ciserano, unitamente al resto della provincia bergamasca, entrò a fare parte del Regno d'Italia.
Il paese non visse eventi di particolare rilievo fino all'immediato secondo dopoguerra, quando la zona posta ai margini orientali del territorio comunale (comprendente anche terreni di altri comuni limitrofi) fu interessata da un progetto di urbanizzazione ed industrializzazione che prevedeva la creazione di un nuovo centro industriale con 50 000 abitanti, chiamato Zingonia; il progetto è però rimasto in larga parte incompiuto.
All'inizio del XXI secolo l'area di Zingonia fu interessata da un massiccio intervento di riqualificazione. Il progetto, portato avanti dai 5 Comuni dell'area e dalla Regione Lombardia, ha portato all'abbattimento, nel 2019, dei palazzi Anna e Athena. Con questo abbattimento Ciserano non ha più insediamenti abitativi sull'area di Zingonia che, invece, continua ad avere una notevole presenza di aziende e attività produttive.

### Simboli
Lo stemma e il gonfalone sono stati concessi con decreto del presidente della Repubblica del 18 giugno 1952.
La mucca sottlinea la vocazione agricola del paese.
Il gonfalone è un drappo di azzurro.

## Monumenti e luoghi d'interesse
Le origini medievali del borgo sono tuttora visibili grazie alla presenza di alcuni resti esistenti nel nucleo storico. Tuttavia l'edificio principale è la chiesa parrocchiale che, dedicata ai santi Marco e Martino, venne edificata nel XVI secolo in luogo del castello di epoca medievale. Ristrutturata in modo sostanziale nel XVIII secolo custodisce un buon numero di opere, nonché il corpo di San Giuliano, proveniente dalle catacombe romane di San Callisto.
La festa di San Giuliano, che si svolge la 3ª domenica di settembre, richiama in paese numerose persone: ha inizio con dei festeggiamenti in piazza a partire generalmente dal giovedì precedente con spettacoli in piazza, assaggi offerti dai negozianti, la domenica ha luogo la processione che conduce per le vie del paese la statua di San Giuliano; in serata si può assistere ai fuochi d'artificio. In paese vengono allestite mostre varie, vengono addobbate le vie, degna di nota, in quanto è una delle poche vie antiche del paese per brevi tratti, è via Pilabrocc in cui è particolarmente curata la fase degli addobbi.
Caratteristico è inoltre il Santuario della Madonna di San Marco, luogo molto caro alla popolazione, piccola chiesa posta al limitare del paese recentemente sottoposta a lavori di ristrutturazione che hanno permesso il recupero delle antiche vestigia della chiesa.
Nei primi 10 giorni di maggio si svolge una manifestazione podistica dalla durata di 24 ore, che richiama gruppi di atleti anche dai paesi vicini e lontani.
Il 31 dicembre 2008 inoltre la città ha festeggiato la prima edizione della festa di origini bergamasche denominata Desima.

## Geografia antropica
Borgate
Secondo lo statuto comunale, il comune di Ciserano è costituito dalle seguenti borgate:
- Maser;
- Casinecc;
- Paìs;
- Ronchèt;
- Sità;
- Zingonia (costituitasi negli anni 1960 e storicamente riconosciuta dalla comunità);

## Società

### Evoluzione demografica
Abitanti censiti

## Infrastrutture e trasporti
Ciserano sorge su una strada provinciale cruciale per la bergamasca, la strada Francesca, che dalla città metropolitana di Milano, porta fino alle porte della provincia di Brescia.
Martedì 3 marzo 2009 è stata inaugurata l'importante variante di Arcene, che ha semplificato i collegamenti tra Ciserano e Treviglio velocizzando il transito all'altezza della S.P. 145.

## Amministrazione

### Sindaci dal 1945 (dopoguerra)
| Nome               | Mandato        | Lista/Partito                                                       |
| ------------------ | -------------- | ------------------------------------------------------------------- |
| Villa Battista     | 1945—1946      | Sindaco del Comitato di Liberazione Nazionale                       |
| Muzio Innocente    | 1946           | Nomina prefettizia                                                  |
| Vitali Stefano     | 1946—1947      | Nomina prefettizia                                                  |
| Locatelli Giuseppe | 1947           | Nomina prefettizia                                                  |
| Testa Alessandro   | 1947—1956      | Democrazia Cristiana (DC)                                           |
| Bugini Luigi       | 1956—1960      | Democrazia Cristiana (DC)                                           |
| Turini Guerino     | 1960—1970      | Democrazia Cristiana (DC)                                           |
| Rota Antonio       | 1970—1971      | Democrazia Cristiana (DC)                                           |
| Danesi Giuseppe    | 1971—1980      | Democrazia Cristiana (DC)                                           |
| Pagnoncelli Carlo  | 1980—1985      | Democrazia Cristiana (DC)                                           |
| Foglieni Mario     | 1985—1999      | Sinistra Unita/ Solidarietà e Progresso per Ciserano (lista civica) |
| Zucchetti Natale   | 1999—2009      | Solidarietà e Progresso per Ciserano (lista civica)                 |
| Bagini Enea        | 2009—2019      | Solidarietà e Progresso per Ciserano (lista civica)                 |
| Vitali Caterina    | 2019–in carica | Solidarietà e Progresso per Ciserano (lista civica)                 |

## Sport

### Calcio
In località Zingonia si trova il Centro Sportivo Bortolotti, sede dell'Atalanta.
La principale squadra di calcio della città era l'U.S. Ciserano, fondata nel 1951, che ha militato in Serie D. Nel 2019 si è fusa con la Virtus Bergamo 1909, dando vita alla Virtus CiseranoBergamo.

### Basket
Il Ciserano Basket milita in Divisione Regionale 4.